# Stazione di Campore
La stazione di Campore è una stazione ferroviaria posta sulla ferrovia Canavesana. Serve il centro abitato di Campore, frazione di Cuorgnè, nella città metropolitana di Torino.
Precedemente gestita dal Gruppo Torinese Trasporti (GTT), dal 1 gennaio 2024 è gestita da Rete Ferroviaria Italiana (RFI).

## Movimento
La stazione era servita dai convogli in servizio sulla Linea 1 del Servizio Ferroviario Metropolitano di Torino. Alcune corse si fermavano a Rivarolo e poche erano quelle che proseguivano sino a Pont. Dal mese di novembre 2020 il servizio è sostituito da autobus sino alla conclusione dei lavori di elettrificazione della linea, prevista a giugno 2026.